# Dinerth Castle
Dinerth Castle är ett slott i Storbritannien.   Det ligger i kommunen Ceredigion och riksdelen Wales, i den södra delen av landet, 290 km väster om huvudstaden London. Dinerth Castle ligger 88 meter över havet.
Terrängen runt Dinerth Castle är platt åt nordväst, men åt sydost är den kuperad. Havet är nära Dinerth Castle åt nordväst. Runt Dinerth Castle är det ganska glesbefolkat, med 43 invånare per kvadratkilometer. Närmaste större samhälle är Lampeter, 16,4 km sydost om Dinerth Castle. Trakten runt Dinerth Castle består i huvudsak av gräsmarker.